# Taivassalo
Taivassalo (/ˈtɑiʋɑˌsːɑlo/), hay Tövsala trong tiếng Thụy Điển, là một đô thị của Phần Lan.
Vị trí ở tỉnh của Tây Phần Lan thuộc vùng Tây Nam Phần Lan. Đô thị này có dân số 1.762 (thời điểm ngày 31 tháng 12 năm 2004)và diện tích 138,17 km² (trừ phần mặt biển) trong đó có 0,75 km² là mặt nước nội địa. Mật độ dân số là 12,82 người trên mỗi km².
Dân đô thị này chỉ sử dụng tiếng Phần Lan